# Telmatobius atahualpai
Espèce
Statut de conservation UICN

 VU  : Vulnérable
Telmatobius atahualpai est une espèce d'amphibiens de la famille des Telmatobiidae.

## Répartition
Cette espèce est endémique du Pérou. Elle se rencontre entre 2 600 et 4 000 m d'altitude dans la Cordillère Blanche dans les régions d'Amazonas et de San Martín.

## Description
L'holotype de Telmatobius atahualpai mesure 43 mm. Son dos est pratiquement noir avec des stries et mouchetures vert métallique. Sa face ventrale est uniformément gris foncé.

## Étymologie
Son nom d'espèce, atahualpai, lui a été donné l'honneur d'Atahualpa, le dernier empereur de l'empire inca indépendant.

## Publication originale
- Wiens, 1993 : Systematics of the Leptodactylid frog genus Telmatobius in the Andes of northern Peru. Occasional Papers of the Museum of Natural History, University of Kansas, vol. 162, p. 1-76 (texte intégral).